# Theodor Döring

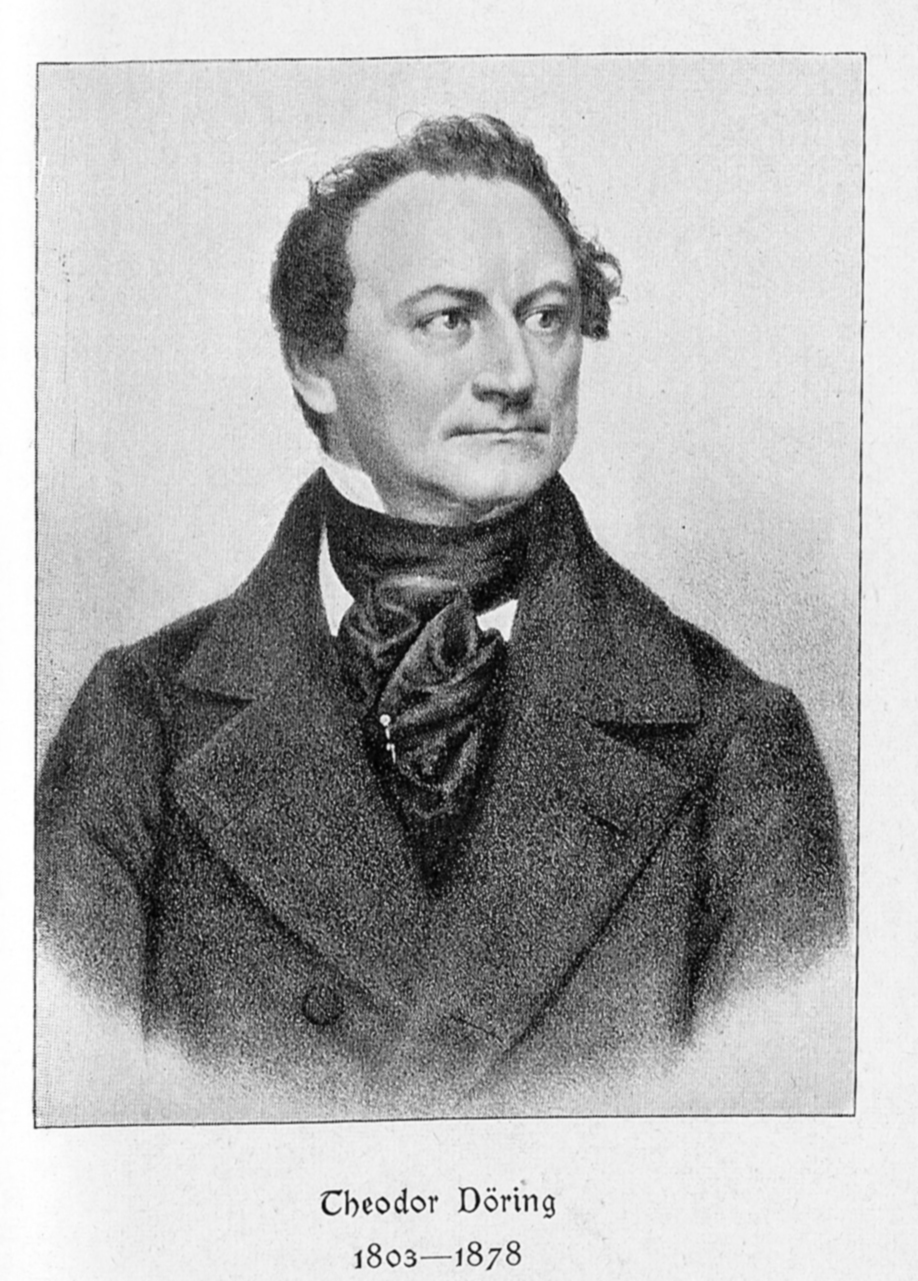
Theodor Döring.

Theodor Döring (ursprungligen Häring), född 9 januari 1803, död 17 augusti 1878, var en tysk skådespelare.
Döring var från 1826 anställd i Breslau, Mainz, Mannheim och Hamburg, 1837-41 vid hovteatern i Stuttgart, 1841-45 vid Hovteatern i Hannover och från 1845 vid kungliga teatern i Berlin. Döring ägde en spelande fantasi, ett levande temperament och en lekande humor. Hans konst var i sällsynt grad inspirerad och spände över den realistiska framställningen hela register. 
Bland hans roller märks Kung Lear, Richard III, Jago i Othello, Shylock i Köpmannen i Venedig, Falstaff i Henrik IV, Tartuffe, Harpagon i Den girige, Nathan den vise, Mefistofeles i Faust, Adam i Den sönderslagna krukan och Mäster Anton i Maria Magdalena.